# Paraiulus amulensis
Paraiulus amulensis är en mångfotingart som beskrevs av Pocock 1903. Paraiulus amulensis ingår i släktet Paraiulus och familjen Parajulidae. Inga underarter finns listade i Catalogue of Life.